# 劳雷尔·李
劳雷尔·弗朗西丝·李（英語：Laurel Frances Lee，1974年3月26日—），原姓穆尔，为美国律师及共和党籍政治人物，自2023年开始担任佛罗里达州第十五国会选区联邦众议员。她于2019年1月至2022年5月担任佛罗里达州州务卿，而在此之前，劳雷尔·李还曾在佛罗里达州第十三巡回法院担任法官。

## 法律职业生涯
劳雷尔·李于2003年开始了她的职业生涯。她先是在卡尔顿·菲尔茨律师事务所担任律师，后于2005年成为助理公设辩护人。她从2007年开始在美国佛罗里达中区联邦地区法院担任助理检察官，后于2013年被里克·斯科特州长任命为希尔斯伯勒县巡回法院法官。在2014年的选举中，劳雷尔·李在没有对手的情况下顺利连任，获得了为期六年的完整任期。

## 佛罗里达州州务卿
劳雷尔·李于2019年1月28日被罗恩·德桑蒂斯州长任命为佛罗里达州国务卿，以接替上任不到一个月就辞职的迈克·厄特尔。厄特尔2005年飓风卡特里娜期间曾作出黑脸扮装，这一事件后来遭到曝光，使其被迫辞职。
在2020年10月也就是同年大选的数周前，劳雷尔·李剥夺了大量未服刑完毕的重刑犯选举资格。对于这一举动，《政客》称其为“惊人之举”。她未将此事公之于众，只是知会了佛罗里达州的一些官员。
2021年12月，劳雷尔·李向佛罗里达州总检察长阿什莉·穆迪提出刑事转介，要求就拉斯维加斯金沙集团在请愿过程中收集欺诈签名一案对其进行调查。该公司试图通过2022年选举修正宪法，以实现扩大赌场规模的最终目的。
2022年5月12日，也就是同年大选的七个月之前，劳雷尔·李宣布辞去州务卿一职。这一决定最终于4天后生效，对此一开始她并未提供明确理由。5月17日，劳雷尔·李宣布她将在佛罗里达州第十五国会选区参加该年的联邦众议员选举。最终，劳雷尔·李以显著优势赢得了这一席位。

## 个人生活
劳雷尔·李的丈夫是佛罗里达州参议院前议员汤姆·李，这对夫妇目前共育有三名子女。劳雷尔·李目前居住在佛罗里达州布兰登，其宗教信仰为新教。